# نگارستان (کتاب)
نگارستان عنوان کتابی است به نثر آهنگین آمیخته به نظم که معین‌الدین جوینی در سال ۷۳۵ هجری قمری نوشته‌است. این کتاب به سبک گلستان سعدی نوشته شده‌است و هفت باب (فصل) دارد. هر باب شامل یک مقدمه و تعدادی حکایت کوتاه پندآموز است. به‌جز چند بیت عربی، مابقی اشعاری که در کتاب آمده، سرودهٔ خود نویسنده است.
نسخه های خطی موجود نگارستان؛
" نگارستان، تالیف معین‌الدین جوینی "
نسخه متعلق به کتابخانه شخصی آقای جعفر سلطان القرایی در تبریز که اخیراًبوسیله کتابخانه مجلس شورای اسلامی ایران خریداری شده است.
نسخه ای به شماره ۳۲۹۰ درکتابخانهعمومی اصفهان.
نسخه ای است درکتابخانه مجلس شورای اسلامی ایران به شماره ۵۷۴۶.
نسخه ای کامل در کتابخانه قونیه ترکیه که نسخه های عکسی آن در کتابخانه مرکزی دانشگاه تهران موجود است.
نسخه ای کامل به شماره ۱۳۵۸ در کتابخانه مرکزی دانشگاه تهران .
نسخه ای به شماره ۸۴۱۴ درکتابخانه آستان قدس رضوی
یک نسخه خطی در سبزوار نزد حاج سید قوام الدین علوی ششتمدی مشاهده شده است

نمونه ای از نظم نگارستان: 
از زلف پریشان تو آشفته ترم من
درکوی توسر گشته چو بادسحرم من

چون گل به هوای توگریبان زده‌ام چاک
شب تا به سحرغرقه به خون جگرم من

تا بوکه بیابم زگلستان توبویی
عمریست که چون باد صبا در به درم من

باهر خس وخاری منشین ای گل رعنا
کزجورو جفای تو گریبان بدرم من
شمشیرجدایی تو زآن کارگرم نیست
که ایام فراق تو زخود بی خبرم نیست

طفلان که کشندآن سگ دیوانه به غوغا
ازسنگ جفا زآن شده دیوانه ترم من

نمونه ای از نثر آهنگین نگارستان:
یکی از مشایخ، همسایه‌ای داشت دیوانه
طعامهای لذیذ ساختی و بدست خود در دهان دیوانه می‌نهادی
شخص گفت او نمی‌داند که تو چه می‌کنی، شیخ گفت؛ خدای او می‌داند که من چه می‌کنم.
مرا کار با خداست نه با او